# 3 Dywizjon Samochodowy
3 Dywizjon Samochodowy (3 dsam) – oddział wojsk samochodowych Wojska Polskiego II RP.

## Formowanie i zmiany organizacyjne
3 dywizjon samochodowy  sformowany został 30 sierpnia 1921 w Słonimie na bazie 4 polowego dywizjonu samochodowego 4 Armii. 
W skład dywizjonu weszły:
- 61 polowa kolumna samochodów ciężarowych
- 79 polowa kolumna samochodów ciężarowych
- 4 polowa kolumna samochodów osobowych
- pociąg warsztatowy
- polowy skład samochodowy

Sformowane w Słonimie jednostki przybyły transportem kołowym do Białegostoku. W tym czasie dywizjon liczył 80 samochodów i 25 motocykli.
Później w strukturze dyonu występowała między innymi Kolumna Szkolna Samochodów Pancernych. Jesienią 1925 roku kolumna została wyłączona ze składu wojsk samochodowych, podporządkowana dowódcy 10 Pułku Ułanów Litewskich i przemianowana na 1 Szwadron Samochodów Pancernych.
W 1929 roku jednostka została skadrowana i otrzymała nazwę „Kadra 3 Dywizjonu Samochodowego”.
19 maja 1927 roku Minister Spraw Wojskowych marszałek Polski Józef Piłsudski ustalił i zatwierdził dzień 7 lutego, jako datę święta pułkowego. 

## Żołnierze dywizjonu
Dowódcy dywizjonu
- por. Michał Lubicz-Zaleski[1] (1921-)
- mjr / ppłk sam. Romuald I Kozłowski – dowódca dyonu (1923[4] – 1924[5])
- kpt. sam. Albert Rogiński – komendant kadry (1932[6])

## Odznaka pamiątkowa
20 stycznia 1930 roku Minister Spraw Wojskowych marszałek Polski Józef Piłsudski zatwierdził wzór i regulamin odznaki pamiątkowej 3 dsam.
Odznaka o wymiarach 39x39 mm ma kształt równoramiennego krzyża pokrytego czarną emalią, a na obrzeżach - amarantową. W centrum krzyża w wieńcu laurowym wpisano numer 3. Na nim nałożona jest uskrzydlona kierownica zwieńczona u dołu sztyletem. Po obu stronach dolnego ramienia widnieją koła samochodowe. Odznaka oficerska, dwuczęściowa, wykonana w srebrze, emaliowana zespolona trzema nitami. Wykonawcą odznaki był Józef Michrowski z Warszawy.